# 杰森·汤普森 (篮球运动员)
杰森·卡尔顿·汤普森（英語：Jason Carlton Thompson，1986年7月21日—）為美國男子籃球運動員。
汤普森在2008年NBA選秀第一輪第12順位獲得沙加緬度國王青睞，此後連續七年效力於沙加緬度國王。
2016年8月30日，中国男子篮球职业联赛山东金星與汤普森完成簽約，合約為150萬美元。2018年8月11日，四川蓝鲸宣布與汤普森完成簽約。2019年10月16日，北京紫禁勇士引進汤普森頂替安赫爾·德爾加多。2020年1月4日，汤普森被阿内特·穆特里頂替。
2021年4月4日，广东华南虎宣布簽下汤普森，原先汤普森是由上海大鲨鱼引進，但广东华南虎遇上马尚·布鲁克斯跟腱斷裂，广东华南虎向上海大鲨鱼協調後，上海大鲨鱼將完成隔離的汤普森的簽約權給予了广东华南虎。

## 外部連結
- 杰森·汤普森在fiba.basketball（英语）
- 杰森·汤普森在NBA（英语）
- 杰森·汤普森在歐洲籃球聯賽（英语）
- 杰森·汤普森在西班牙篮球甲级联赛（球員）（西班牙语）
- 杰森·汤普森在土耳其籃球超級聯賽（英语）
- 杰森·汤普森在Basketball-Reference.com（NBA）（英语）
- 杰森·汤普森在Basketball-Reference.com（國際）（英语）
- 杰森·汤普森在Sports-Reference.com（NCAA）（英语）
- 杰森·汤普森在ESPN（NBA）（英语）
- 杰森·汤普森在Eurobasket.com（球員）（英语）
- 杰森·汤普森在RealGM（英语）
- 杰森·汤普森在Proballers（英语）
- 杰森·汤普森在中国篮球数据库（新浪网）